# كانادا
كان كانادا (بالسنسكريتية: कणाद) فيلسوفًا وعالمًا طبيعيًا هنديًا أسس مدرسة فايشيشيكا في الفلسفة الهندية التي مثلت أيضًا بدايات الفيزياء الهندية.
على الرغم من أن التقديرات تشير إلى أنه قد عاش في فترة تقع بين القرنين السادس والثاني قبل الميلاد، لا يعرف سوى القليل عن حياته. ويعني اسمه التقليدي «كانادا» «آكل الذرة»، واشتهر بتطويره أسس المقاربة الذرية للفيزياء والفلسفة في النص السنسكريتي فايسيسيكا سوترا. وعرف نصه أيضًا باسم كانادا سوتراس، أو «أقوال مأثورة لكانادا».
تفسر المدرسة التي أسسها كانادا خلق الكون ونشوئه باقتراحها نظرية ذرية تطبق المنطق والواقعية، وهي أحد أقدم علوم الوجود الواقعية والمنهجية المعروفة في التاريخ البشري. اقترح كانادا أنه بالإمكان تقسيم كل شيء إلى أجزاء، إلا أن هذا التقسيم لا يمكن أن يدوم إلى الأبد، وأنه لا بد من وجود ذرات بالغة الصغر «بارامانيو» لا يمكن تقسيمها، تكون لا نهائية، تتجمع بطرق عديدة لتشكل موادًا وأجسامًا معقدة تتمتع بتكوين فريد، وهي عملية تشتمل على الحرارة، ويشكل ذلك جوهر الوجود المادي برمته. واستخدم كانادا هذه الأفكار مع مفهوم أتمان «الروح، الذات» لتطوير وسائل غير إلهية لموكشا. بالنظر إليها من زاوية موشور الفيزياء، تشير أفكاره إلى دور واضح للمراقب بصفته مستقلًا عن النظام الجارية دراسته. تركت أفكار كانادا أثرًا على باقي مدارس الهندوسية، وعلى امتداد تاريخها باتت مرتبطة بصورة وثيقة بمدرسة نيايا في الفلسفة الهندوسية.
يتحدث نظام كانادا عن 6 تصنيفات (بدرته) يمكن تسميتها ومعرفتها. ويدعي أن هذه الخاصيات كافية لوصف كل ما في الوجود، بما في ذلك المراقبين. هذه التصنيفات الست هي درافيا (المادة) والجونا (الجودة) والكارما (الفعل أو الحركة) وسامانيا (العمومية أو الشيوع) والفيسيسا (الخصوصية) والسامافايا (التأصل). وهناك 9 فئات للمادة (درافيا)، بعضها ذري وبعضها غير ذري وفئات أخرى شاملة الانتشار.
تشمل أفكار كانادا مجموعة واسعة من الميادين، وهي أفكار تركت أثرًا لا في الفلسفة فحسب، بل من المحتمل أنها تركت أثرًا على علماء في ميادين أخرى مثل تشاراكا الذي كتب نصًا طبيًا بقي موجودًا باسم كاراكا سامهيتا.

## حياته
ليس واضحًا في أي قرن عاش كانادا، وأثارت هذه المسألة جدلًا استمر طويلًا. في مراجعته التي أجراها في عام 1961، يذكر ريبي أن كانادا عاش في فترة قبل عام 300 قبل الميلاد، إلا أنه يبقى صعبًا إيجاد دليل مقنع وحاسم على أنه عاش في قرن محدد.
تذكر نصوص فايشيشيكا سوتراس مدارس متنافسة في الفلسفة الهندية، مثل سامخيا وميمامسا، إلا أنها لا تذكر البوذية مطلقًا، الأمر الذي دفع باحثين في مؤلفاتهم الحديثة افتراض تقديرات بأنه عاش في القرن السادس قبل الميلاد. احتُفظ بنص فايشيشيكا سوتراس حتى العصر الحديث بنسخ عديدة، ويشير اكتشاف نصوص أحدث في أجزاء مختلفة من الهند من قبل ثاكور في عام 1957 وجامبوفيجاياجي في عام 1961، وتلت ذلك دراسات إصدار نسخة نقدية، إلى أن النص الذي ينسب إلى كانادا كان قد وضع منهجه وأنهي في فترة تقع بين عام 200 قبل الميلاد وبداية الحقبة العامة، مع إمكانية أن تكون أفكاره الرئيسية أقدم بكثير. وتستشهد العديد من النصوص الهندوسية التي يعود تاريخها إلى القرنين الأول والثاني، مثل ماهافيبهاس وجنانابراسثانا من الإمبراطورية الكوشانية، بأفكار كانادا وتعلق عليها. وتذكر أفكاره أيضًا في النصوص البوذية التي تنسب إلى أسفاغوسا الذي عاش في الحقبة نفسها.
في الأدب الجايني، يشار إلى كانادا أيضًا باسم ساد-ولوكا الذي يعني «الأولوكا الذي طرح أفكار التصنيفات الستة». وتظهر فلسفة فايشيشيكا الخاصة به بصورة مماثلة بأسماء بديلة، مثل «فلسفة أولوكيا» الذي اشتق من لقب أولوكا «يعني حرفيًا بومة، أو آكل الحبوب في الليل».
ترك كانادا أثرًا في الفلسفات الهندية، ويظهر في نصوص عديدة بأسماء بديلة مثل كاشيابا وأولوكا وكاناندا وكانابهوك من بين أسماء أخرى.

## الأفكار
تشكل الفيزياء جزءًا رئيسيًا من تأكيد كانادا بأن كل ما يمكن معرفته ينبني على الحركة. وإن عزوه محورية للفيزياء في فهم الكون مستمد أيضًا من مبادئه الثابتة. على سبيل المثال، يقول إن الذرة لا بد أن تكون كروية نظرًا إلى أنها يجب أن تكون واحدة في كافة أبعادها. ويؤكد أن جميع المواد تتألف من 4 أنواع للذرات، يمتلك اثنان منها كتلة، في حين يكون النوعان الآخران دون كتلة.
يقدم كانادا عمله ضمن إطار عمل أخلاقي أكبر من خلال تعريفه للدارما بأنها تلك التي تحدث تقدمًا ماديًا وتحقق الخير الأسمى. ويتبع هذه السوترا بسوترا أخرى تؤكد أن نصوص فيدا نالت الاحترام نظرًا إلى أنها تعلم دارما كهذه، وشيئًا ليس دارما لأنه ببساطة موجود في الفيدا.
ركز كانادا وأوائل علماء فايشيشيكا على تطور الكون من خلال قوانين. إلا أن ذلك لم يكن أمرًا غير شائع خلال عصره بالنظر إلى أن العديد من النسخ الأولى الرئيسية للفلسفات الهندوسية، مثل سامخيا ونيايا وميمامسا إلى جانب مدرسات اليوغا والفيدانتا الفرعية، إضافة إلى المدارس غير الفيدية مثل الجاينية والبوذية، كانت غير إيمانية. كان كانادا من بين فلاسفة الهند الذين كانوا يؤمنون بمقدرة الانسان على فهم الوجود والوصول إلى الموكشا بمفرده، بدون الله، وهو مفهوم لدى الهنود القدماء لخصه نيتشه بأنه الإيمان بأنه « ليس هناك مستحيل مع تقوى الفيدا ومعرفتها».
يذكر النص:
- هناك 9 مكونات للواقع: 4 أصناف للذرة (الأرض والماء والضوء والهواء) والفضاء (أكاشا) والزمن (كالا) والجهة (ديشا) ولانهائية الأرواح (أتمن) والعقل (ماناس).
- كل مادة خلق تتكون من ذرات (بارامانو) تتصل بدورها ببعضها بعضًا لتشكيل جزيئات (آنو). الذرات خالدة واندماجها يشكل العالم المادي التجريبي
- الأرواح الفردية خالدة وتتواجد في الأجساد المادية لفترة.
- هناك 6 تصنيفات (بدرته) للتجربة، المادة والجودة والنشاط والعمومية والخصوصية والتأصل.

تمتلك المواد (درافيا) العديد من الخصائص مثل اللون والطعم والرائحة والملمس والرقم والحجم والانفصال والترابط وفك الترابط والأقدمية والأعقاب والاستيعاب والألم واللذة والانجذاب والنفور والأماني.
وبذلك تصل فكرة الأقسام الفرعية إلى التصنيفات التحليلية أيضًا، الأمر الذي يفسر اتحادها مع نيايا.